# Seznam slovaških diplomatov
Seznam slovaških diplomatov.

## B
- Peter Burian

## Č
- Ján Čarnogurský

## F
- Ján Figeľ

## H
- Pavol Hamžík

## K
- Ivan Korčok
- Ján Kubiš
- Eduard Kukan

## L
- Miroslav Lajčák

## M
- Jozef Moravčík

## S
- Juraj Schenk
- Rudolf Schuster

## Š
- Maroš Šefčovič
- Milan Štefanik

## T
- Peter Tomka

## W
- Peter Weiss